# Sport-Verein Werder von 1899 1990-1991
Questa voce raccoglie le informazioni riguardanti il Sport-Verein Werder von 1899 nelle competizioni ufficiali della stagione 1990-1991.

## Stagione
Nella stagione 1990-1991 il Werder Brema, allenato da Otto Rehhagel, concluse il campionato di Bundesliga al 3º posto. In Coppa di Germania il Werder Brema vinse la finale con il Colonia.

## Rosa
| N. |                     | Ruolo | Calciatore         |
| -- | ------------------- | ----- | ------------------ |
| 18 | Germania (bandiera) | A     | Frank Neubarth     |
|    | Germania (bandiera) | P     | Oliver Reck        |
|    | Germania (bandiera) | P     | Jürgen Rollmann    |
|    | Germania (bandiera) | D     | Manfred Bockenfeld |
|    | Germania (bandiera) | D     | Ulrich Borowka     |
|    | Norvegia (bandiera) | D     | Rune Bratseth      |
|    | Germania (bandiera) | D     | Alexander Malchow  |
|    | Germania (bandiera) | D     | Jonny Otten        |
|    | Germania (bandiera) | D     | Gunnar Sauer       |
|    | Germania (bandiera) | D     | Thomas Schaaf      |
|    | Germania (bandiera) | D     | Andree Wiedener    |

| N. |                          | Ruolo | Calciatore      |
| -- | ------------------------ | ----- | --------------- |
|    | Germania (bandiera)      | C     | Marco Bode      |
|    | Germania (bandiera)      | C     | Dieter Eilts    |
|    | Germania (bandiera)      | C     | Oliver Freund   |
|    | Germania (bandiera)      | C     | Uwe Harttgen    |
|    | Germania (bandiera)      | C     | Günter Hermann  |
|    | Germania (bandiera)      | C     | Miroslav Votava |
|    | Germania (bandiera)      | C     | Thomas Wolter   |
|    | Germania (bandiera)      | A     | Klaus Allofs    |
|    | Germania (bandiera)      | A     | Marinus Bester  |
|    | Nuova Zelanda (bandiera) | A     | Wynton Rufer    |
|    | Paesi Bassi (bandiera)   | A     | Arie van Lent   |

## Organigramma societario
Area tecnica
- Allenatore: Otto Rehhagel
- Allenatore in seconda: Karl-Heinz Kamp
- Preparatore dei portieri:
- Preparatori atletici:

## Calciomercato

### Sessione estiva
| Acquisti | Acquisti     | Acquisti | Acquisti |
| R.       | Nome         | da       | Modalità |
| -------- | ------------ | -------- | -------- |
| A        | Klaus Allofs | Bordeaux |          |

| Cessioni | Cessioni          | Cessioni | Cessioni |
| R.       | Nome              | a        | Modalità |
| -------- | ----------------- | -------- | -------- |
| A        | Christoph Hanses  | Meppen   |          |
| A        | Karl-Heinz Riedle | Lazio    |          |

### Sessione invernale
| Acquisti | Acquisti | Acquisti | Acquisti |
| R.       | Nome     | da       | Modalità |
| -------- | -------- | -------- | -------- |

| Cessioni | Cessioni | Cessioni | Cessioni |
| R.       | Nome     | a        | Modalità |
| -------- | -------- | -------- | -------- |

## Risultati

### Bundesliga

#### Girone di andata
| Arbitro: | Strigel |

|                   |           |  |
| Fink 38’ Sané 84’ | Marcatori |  |

| Arbitro: | Albrecht |

|                             |           |  |
| Rufer 15’, 21’ Neubarth 64’ | Marcatori |  |

| Arbitro: | Amerell |

|           |           |  |
| Sturm 13’ | Marcatori |  |

| Arbitro: | Krug |

|                                  |           |         |
| Allofs 13’ Hermann 50’ Rufer 83’ | Marcatori | 45’ Eck |

| Francoforte sul Meno 8 settembre 1990, ore 15:30 CEST 5ª giornata | Eintracht Francoforte | 0 – 0 referto | Werder Brema | Waldstadion (25 000 spett.)\| Arbitro: \| Broska \| |
| Arbitro:                                                          | Broska                |               |              |                                                     |

| Arbitro: | Dellwing |

|              |           |          |
| Neubarth 39’ | Marcatori | 32’ Mill |

| Berlino 22 settembre 1990, ore 15:30 CEST 7ª giornata | Hertha Berlino | 0 – 0 referto | Werder Brema | Stadio Olimpico (17 182 spett.)\| Arbitro: \| Weber \| |
| Arbitro:                                              | Weber          |               |              |                                                        |

| Arbitro: | Assenmacher |

|             |           |  |
| Borowka 52’ | Marcatori |  |

| Arbitro: | Prengel |

|                          |           |                          |
| Weidemann 43’ Wagner 84’ | Marcatori | 15’, 78’ Allofs 72’ Bode |

| Arbitro: | Schmidhuber |

|                                        |           |                             |
| Votava 5’ Harttgen 41’, 71’ Allofs 57’ | Marcatori | 1’ Bartram 59’, 83’ Zietsch |

| Leverkusen 19 ottobre 1990, ore 20:00 CET 11ª giornata | Bayer Leverkusen | 0 – 0 referto | Werder Brema | Ulrich-Haberland-Stadion (14 500 spett.)\| Arbitro: \| Kriegelstein \| |
| Arbitro:                                               | Kriegelstein     |               |              |                                                                        |

| Arbitro: | Löwer |

|              |           |  |
| Harttgen 65’ | Marcatori |  |

| Arbitro: | Dardenne |

|  |           |          |
|  | Marcatori | 8’ Rufer |

| Arbitro: | Führer |

|                      |           |  |
| Allofs 25’ Rufer 60’ | Marcatori |  |

| Arbitro: | Amerell |

|             |           |  |
| Hoffmann 8’ | Marcatori |  |

| Arbitro: | Gangkofer |

|                           |           |             |
| Allofs 51’ Rufer 63’, 84’ | Marcatori | 82’ Demandt |

| Arbitro: | Dellwing |

|                  |           |                |
| Legat 82’ (rig.) | Marcatori | 23’, 57’ Rufer |

#### Girone di ritorno
| Arbitro: | Fux |

|              |           |            |
| Harttgen 34’ | Marcatori | 17’ Kontny |

| Arbitro: | Boos |

|              |           |          |
| Pflipsen 34’ | Marcatori | 59’ Bode |

| Arbitro: | Theobald |

|                           |           |                |
| Harttgen 61’ Neubarth 86’ | Marcatori | 53’ Ordenewitz |

| Arbitro: | Schmidhuber |

|                                        |           |                        |
| Beiersdorfer 8’ Furtok 25’ Stratos 89’ | Marcatori | 80’ Bratseth 90’ Rufer |

| Arbitro: | Steinborn |

|              |           |            |
| Neubarth 77’ | Marcatori | 67’ Möller |

| Arbitro: | Neuner |

|            |           |           |
| Helmer 15’ | Marcatori | 20’ Rufer |

| Arbitro: | Prengel |

|                                                                          |           |  |
| Zernicke 28’ (aut.) Neubarth 35’ Rufer 50’, 63’, 84’ Harttgen 80’ (rig.) | Marcatori |  |

| Arbitro: | Broska |

|               |           |                  |
| Wohlfarth 15’ | Marcatori | 56’ (rig.) Rufer |

| Brema 17 aprile 1991, ore 20:00 CEST 26ª giornata | Werder Brema | 0 – 0 referto | Norimberga | Weserstadion (16 100 spett.)\| Arbitro: \| Assenmacher \| |
| Arbitro:                                          | Assenmacher  |               |            |                                                           |

| Krefeld 20 aprile 1991, ore 15:30 CEST 27ª giornata | Bayer Uerdingen | 0 – 0 referto | Werder Brema | Grotenburg Stadion (9 200 spett.)\| Arbitro: \| Albrecht \| |
| Arbitro:                                            | Albrecht        |               |              |                                                             |

| Arbitro: | Tritschler |

|            |           |              |
| Allofs 85’ | Marcatori | 33’ Schreier |

| Amburgo 11 maggio 1991, ore 15:30 CEST 29ª giornata | St. Pauli | 0 – 0 referto | Werder Brema | Millerntor-Stadion (19 600 spett.)\| Arbitro: \| Harder \| |
| Arbitro:                                            | Harder    |               |              |                                                            |

| Arbitro: | Föckler |

|  |           |                   |
|  | Marcatori | 22’ (aut.) Votava |

| Arbitro: | Löwer |

|            |           |          |
| Scholl 81’ | Marcatori | 53’ Bode |

| Arbitro: | Strigel |

|            |           |                         |
| Allofs 16’ | Marcatori | 26’ Hoffmann 63’ Schupp |

| Arbitro: | Berg |

|            |           |                 |
| Schütz 25’ | Marcatori | 13’, 62’ Allofs |

| Arbitro: | Ziller |

|                         |           |         |
| Votava 40’ Harttgen 44’ | Marcatori | 70’ Epp |

### Coppa di Germania
| Arbitro: | Schmidt |

|            |           |                         |
| Asbeck 17’ | Marcatori | 30’ Neubarth 40’ Allofs |

| Arbitro: | Osmers |

|                          |           |  |
| Harttgen 17’ Hermann 28’ | Marcatori |  |

| Arbitro: | Boos |

|                                  |           |              |
| Allofs 30’ Borowka 64’ Rufer 89’ | Marcatori | 55’ Luginger |

| Arbitro: | Krug |

|  |           |                           |
|  | Marcatori | 31’ Harttgen 34’ Neubarth |

| Arbitro: | Weber |

|                    |           |                            |
| Klein 22’ Binz 28’ | Marcatori | 2’ (aut.) Gründel 61’ Bode |

| Arbitro: | Dellwing |

|                                                         |           |                                 |
| Rufer 8’, 30’, 75’ Bratseth 29’ Neubarth 37’ Allofs 80’ | Marcatori | 15’, 67’ Sippel 72’ (rig.) Binz |

| Arbitro: | Schmidhuber |

|                                        |                      |                                  |
| Eilts 48’                              | Marcatori            | 63’ Banach                       |
| Allofs Rufer Bratseth Harttgen Borowka | Tiri di rigore 4 – 3 | Rudy Higl Littbarski Banach Götz |

## Statistiche

### Statistiche di squadra
| Competizione      | Punti | In casa | In casa | In casa | In casa | In casa | In casa | In trasferta | In trasferta | In trasferta | In trasferta | In trasferta | In trasferta | Totale | Totale | Totale | Totale | Totale | Totale | DR  |
| Competizione      | Punti | G       | V       | N       | P       | Gf      | Gs      | G            | V            | N            | P            | Gf           | Gs           | G      | V      | N      | P      | Gf     | Gs     | DR  |
| ----------------- | ----- | ------- | ------- | ------- | ------- | ------- | ------- | ------------ | ------------ | ------------ | ------------ | ------------ | ------------ | ------ | ------ | ------ | ------ | ------ | ------ | --- |
| Bundesliga        | 42    | 17      | 10      | 5       | 2       | 32      | 14      | 17           | 4            | 9            | 4            | 14           | 15           | 34     | 14     | 14     | 6      | 46     | 29     | +17 |
| Coppa di Germania | -     | 4       | 3       | 1       | 0       | 12      | 5       | 3            | 2            | 1            | 0            | 6            | 3            | 7      | 5      | 2      | 0      | 18     | 8      | +10 |
| Totale            | 42    | 21      | 13      | 6       | 2       | 44      | 19      | 20           | 6            | 10           | 4            | 20           | 18           | 41     | 19     | 16     | 6      | 64     | 37     | +27 |

### Andamento in campionato
| Giornata  | 1  | 2 | 3  | 4 | 5 | 6 | 7 | 8 | 9 | 10 | 11 | 12 | 13 | 14 | 15 | 16 | 17 | 18 | 19 | 20 | 21 | 22 | 23 | 24 | 25 | 26 | 27 | 28 | 29 | 30 | 31 | 32 | 33 | 34 |
| --------- | -- | - | -- | - | - | - | - | - | - | -- | -- | -- | -- | -- | -- | -- | -- | -- | -- | -- | -- | -- | -- | -- | -- | -- | -- | -- | -- | -- | -- | -- | -- | -- |
| Luogo     | T  | C | T  | C | T | C | T | C | T | C  | T  | C  | T  | C  | T  | C  | T  | C  | T  | C  | T  | C  | T  | C  | T  | C  | T  | C  | T  | C  | T  | C  | T  | C  |
| Risultato | P  | V | P  | V | N | N | N | V | V | V  | N  | V  | V  | V  | P  | V  | V  | N  | N  | V  | P  | N  | N  | V  | N  | N  | N  | N  | N  | P  | N  | P  | V  | V  |
| Posizione | 16 | 8 | 12 | 9 | 9 | 8 | 9 | 5 | 5 | 4  | 4  | 3  | 1  | 1  | 3  | 3  | 1  | 3  | 1  | 1  | 3  | 3  | 2  | 2  | 2  | 2  | 2  | 3  | 3  | 3  | 3  | 4  | 3  | 3  |

Legenda:

Luogo: C = Casa; T = Trasferta. Risultato: V = Vittoria; N = Pareggio; P = Sconfitta.

### Statistiche dei giocatori
| Giocatore     | Bundesliga | Bundesliga | Bundesliga  | Bundesliga | Coppa di Germania | Coppa di Germania | Coppa di Germania | Coppa di Germania | Totale   | Totale | Totale      | Totale     |
| Giocatore     | Presenze   | Reti       | Ammonizioni | Espulsioni | Presenze          | Reti              | Ammonizioni       | Espulsioni        | Presenze | Reti   | Ammonizioni | Espulsioni |
| ------------- | ---------- | ---------- | ----------- | ---------- | ----------------- | ----------------- | ----------------- | ----------------- | -------- | ------ | ----------- | ---------- |
| K. Allofs     | 30         | 10         | 3           | 0          | 7                 | 3                 | 1                 | 0                 | 37       | 13     | 4           | 0          |
| M. Bester     | 1          | 0          | 0           | 0          | 0                 | 0                 | 0                 | 0                 | 1        | 0      | 0           | 0          |
| M. Bockenfeld | 14         | 0          | 1           | 0          | 2                 | 0                 | 1                 | 0                 | 16       | 0      | 2           | 0          |
| M. Bode       | 25         | 3          | 0           | 0          | 6                 | 1                 | 0                 | 0                 | 31       | 4      | 0           | 0          |
| U. Borowka    | 32         | 1          | 7           | 0          | 7                 | 1                 | 1                 | 0                 | 39       | 2      | 8           | 0          |
| R. Bratseth   | 31         | 1          | 0           | 0          | 7                 | 1                 | 0                 | 0                 | 38       | 2      | 0           | 0          |
| D. Eilts      | 32         | 0          | 4           | 0          | 6                 | 1                 | 0                 | 0                 | 38       | 1      | 4           | 0          |
| O. Freund     | 1          | 0          | 0           | 0          | 0                 | 0                 | 0                 | 0                 | 1        | 0      | 0           | 0          |
| U. Harttgen   | 31         | 7          | 6           | 0          | 7                 | 2                 | 0                 | 0                 | 38       | 9      | 6           | 0          |
| G. Hermann    | 29         | 1          | 3           | 0          | 7                 | 1                 | 0                 | 0                 | 36       | 2      | 3           | 0          |
| A. Malchow    | 0          | 0          | 0           | 0          | 0                 | 0                 | 0                 | 0                 | 0        | 0      | 0           | 0          |
| F. Neubarth   | 23         | 5          | 3           | 1          | 6                 | 3                 | 1                 | 0                 | 29       | 8      | 4           | 1          |
| J. Otten      | 6          | 0          | 1           | 0          | 1                 | 0                 | 0                 | 0                 | 7        | 0      | 1           | 0          |
| O. Reck       | 34         | 0          | 0           | 0          | 7                 | 0                 | 0                 | 0                 | 41       | 0      | 0           | 0          |
| J. Rollmann   | 0          | 0          | 0           | 0          | 0                 | 0                 | 0                 | 0                 | 0        | 0      | 0           | 0          |
| W. Rufer      | 33         | 15         | 0           | 0          | 6                 | 4                 | 0                 | 0                 | 39       | 19     | 0           | 0          |
| G. Sauer      | 22         | 0          | 0           | 0          | 5                 | 0                 | 0                 | 0                 | 27       | 0      | 0           | 0          |
| T. Schaaf     | 13         | 0          | 0           | 0          | 2                 | 0                 | 0                 | 0                 | 15       | 0      | 0           | 0          |
| M. Votava     | 31         | 2          | 4           | 0          | 7                 | 0                 | 0                 | 0                 | 38       | 2      | 4           | 0          |
| A. Wiedener   | 0          | 0          | 0           | 0          | 0                 | 0                 | 0                 | 0                 | 0        | 0      | 0           | 0          |
| T. Wolter     | 29         | 0          | 6           | 0          | 5                 | 0                 | 0                 | 0                 | 34       | 0      | 6           | 0          |
| A. van Lent   | 0          | 0          | 0           | 0          | 0                 | 0                 | 0                 | 0                 | 0        | 0      | 0           | 0          |